# بيت العذري الأسفل (أرحب)

تعديل مصدري - تعديل

بيت العذري الأسفل هي إحدى قرى عزلة شعب بمديرية أرحب التابعة لمحافظة صنعاء، بلغ تعداد سكانها 630 نسمة حسب تعداد اليمن لعام 2004.